# Parroquia Santa Rita (Aragua)
La Parroquia Santa Rita es una división-político administrativa venezolana, se encuentra ubicada en el Municipio Francisco Linares Alcántara, Estado Aragua, Venezuela y posee una población aproximada de 108 mil habitantes. Abarca casi el 80% del municipio.
La Parroquia Santa Rita limita al norte con la Autopista Regional del Centro, al este con el Municipio Santiago Mariño, al sur con el Libertador,  y al oeste con la Parroquia Francisco de Miranda.
La Parroquia abarca los principales sitios de atracción turística del municipio: la Catedral de Santa Rita, la Plaza Bolívar, el Museo de la CANTV, la Casona Santa Rita, la Universidad de Carabobo-Núcleo La Morita, las avenidas Generalísimo Francisco de Miranda, Alfaragua y Coropo, y también las calles: Venezuela, Santa Rita, Constitución, Ruíz Pineda, Ezequiel Zamora, entre otros.
La parroquia comprende algunas de las comunidades más antiguas de la ciudad de Santa Rita, como lo son: Casco Central de Santa Rita, Urb. El Oasis, Urb. Santa Eduvigis, Barrio La Avanzada, Barrio 12 de Octubre, Barrio El Valle, Barrio El Museo, Urb. Los Próceres, Urb. Morean Soto, Urb. La Morita II, Comunidad Los Jabillos I, entre otros. A su vez comprende algunas de las comunidades de más bajos recursos de la ciudad, como lo son: Sector Santa Inés, Sector de Coropo, Barrio Camburito y la invasión El Venerable. Y también ocupa los sectores más privilegiados de la ciudad de Santa Rita, como lo son: Urb. Las Amazonas, Urb. Santa Rita, Urb. Villas de Santa Rita, Urb. Andrés Bello, Urb. Las Delicias, Urb. La Florida, Urb. Villas Apamates, Urb. Coropo Park, Urb. Las Guadalupes, entre otros.
- Datos: Q6063592